# Tarachy
Tarachy – wieś w Polsce położona w województwie podlaskim, w powiecie grajewskim, w gminie Szczuczyn.
Prywatna wieś szlachecka położona była w drugiej połowie XVI wieku w powiecie wąsoskim ziemi wiskiej województwa mazowieckiego. 
W 1827 r. był tu jeden dom i jedenastu mieszkańców. W 1880 były tu 4 budynki murowane, 5 drewnianych. Należała do gminy Bogusze.
W okresie międzywojennym należała do gminy Bogusze, powiat szczuczyński. Majątek ziemski posiadał tu Stanisław Kryński (250 mórg). Stacjonowała tu placówka Straży Celnej „Tarachy”.
W latach 1975–1998 miejscowość administracyjnie należała do województwa łomżyńskiego.
Wierni kościoła rzymskokatolickiego należą do parafii św. Jana Pawła II Papieża w Grajewie.